# Histoire des Tuvalu

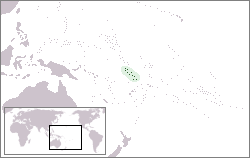
L'archipel des Tuvalu.

L'histoire des Tuvalu,  État polynésien, au centre de l'océan Pacifique, proche des Kiribati, débute avec le peuplement des différents atolls et îles par des populations Polynésiennes. Bien que partageant des traits culturels et linguistiques communs, chaque île est autonome et possède sa propre organisation politique. L'isolement et les difficultés d'accès rendent les contacts interinsulaires assez rares. Au XVIIe siècle ou XVIIIe siècle, l'île de Nui est conquise par des guerriers kiribati. Les Tuvalu restent largement à l'écart des routes commerciales et des luttes d'influence coloniales dans le Pacifique au XIXe siècle ; néanmoins, en 1863, plusieurs centaines d'habitants de Nukulaelae et Funafuti sont enlevés par des navires péruviens pour aller travailler dans les mines de guano. Des missionnaires samoans viennent convertir les Tuvaluans au christianisme, influençant également la langue tuvaluane.
En 1892, les Tuvalu (nommées îles Ellice par un navigateur en 1819 en hommage à Edward Ellice) deviennent un protectorat de l'empire britannique. En 1916, elles sont rassemblées dans la colonie des îles Gilbert et Ellice. Des Tuvaluans sont envoyés dans les mines de phosphate de Banaba. Pendant la Seconde Guerre mondiale, les États-Unis installent plusieurs bases à Funafuti, Nanumea et Nukufetau afin de contrer l'avancée japonaise dans le Pacifique. Certaines infrastructures, comme l'aéroport international de Funafuti, sont l'héritage de cette période. Après la guerre, plusieurs centaines de Tuvaluans partent à Nauru pour l'exploitation du phosphate ; ils reviennent en 1999 après l'épuisement des ressources.
En 1974, les îles Ellice se séparent des îles Gilbert et le pays prend le nom de Tuvalu, en référence aux huit (valu) atolls habités. En 1978, les Tuvalu prennent leur indépendance du Royaume-Uni. La capitale est installée à Funafuti, avec les services gouvernementaux et des infrastructures. Cela entraîne un exode depuis les autres atolls dans les années 1990, et est couplé à une croissance démographique importante.
Dans les années 2000, les Tuvalu sont de plus en plus touchés par les conséquences du changement climatique, et deviennent le symbole des nations insulaires menacées par la montée des eaux. La question de la relocalisation des habitants, réfugiés climatiques, se pose.

## Origines
En 2000, aucune étude archéologique d'envergure n'a encore été menée aux Tuvalu, ce qui rend la date d'arrivée des premiers habitants difficile à connaître. Bayard (1976) suggère la date de 300 à 500 après J.C.. D'après la tradition orale, les Tuvalu ont été peuplées par des Polynésiens venus des Samoa, ou d'îles proches des Samoa. L'étude de la filiation linguistique du tuvaluan montre que les langues les plus proches sont les langues samoïques outlier parlées en Polynésie orientale.
Les grottes de Nanumanga suggèrent des traces de présence humaine il y a quelques milliers d'années[réf. nécessaire]. Les Tuvalu étaient toutefois dans la sphère d'influence des Tonga et il y avait des contacts réguliers entre les deux groupes d'îles.
Seuls les atolls de Funafuti et Nukufetau permettent à des navires de s'abriter dans le lagon, et les différents atolls des Tuvalu sont assez éloignés : cela explique les faibles contacts entre les différentes îles tuvaluanes. En conséquence, chaque atoll et île possède son organisation politique autonome. Néanmoins, des caractéristiques culturelles sont partagés entre toutes les îles tuvaluanes.
L'île de Nui a été conquise par des guerriers kiribati au XVIIe siècle ou XVIIIe siècle, et garde de forts liens avec les Kiribati. C'est la seule île des Tuvalu où la population est majoritairement micronésienne ; un dialecte du gilbertin y est parlé.

## Contacts européens
Le navigateur espagnol Álvaro de Mendaña de Neira repéra la petite île de Nui dans ce qui est maintenant Tuvalu en 1568 lors d'une expédition. En 1595, il aborde l'île de Niulakita. En 1819, le capitaine Arent Schuyler de Peyster, lors d'un voyage de Valparaíso à l'Inde, a découvert l'atoll de Funafuti, où est maintenant située la capitale, un groupe d'environ quatorze basses îles de sable. Il leur a donné le nom d'« îles Ellice », en hommage à Edward Ellice, un membre du Parlement britannique qui lui a fourni son navire Rebecca. Le lendemain matin, De Peyster découvrit un autre groupe d'environ dix-sept îles basses à quarante-trois milles au nord-ouest de Funafuti, et nomma ce groupe « les îles De Peyster ». Le nom d'îles Ellice reste utilisé pendant la période coloniale.
Niko Besnier souligne que les Tuvalu sont restées généralement à l'écart des zones commerciales et isolées du reste du monde jusqu'au début du XXe siècle. 
En 1841, l'U.S Exploring Expedition commandée par Charles Wilkes visita trois des îles des Tuvalu et accueillit des visiteurs dans ses navires. 
Néanmoins, d'autres contacts ont été beaucoup plus néfastes pour la population tuvaluane. En 1863, plusieurs centaines de personnes à Nukulaelae et Funafuti (représentant les deux-tiers de la population de chaque atoll) ont été enlevées alors qu'elles étaient attirées à bord de navires négriers en leur promettant qu'on allait leur enseigner le christianisme. Ces habitants ont été contraints de travailler dans des conditions très dures dans les mines de guano au Pérou. Les blackbirders essaient également d'enlever des habitants à Nukufetau et Nanumea, mais échouent.

## Période coloniale

### Protectorat puis colonie britannique

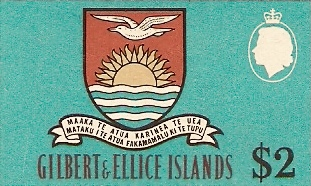
Timbre de la colonie britannique des îles Gilbert et Ellice de 1968.

Les îles Ellice passent dans la sphère d'influence du Royaume-Uni lors de la division du Pacifique à la fin du XIXe siècle. Les îles Ellice sont administrées par le Royaume-Uni dans le cadre d'un protectorat (1892-1916) et comprises dans la colonie des Îles Gilbert et Ellice (1916-1974), dans lequel se trouvent les îles Gilbert (actuel Kiribati), l'île Océan (Baanaba), les Tokelau, et les îles Fanning, Washington et Christmas.
Les Tuvalu n'ont pas connu l'arrivée de populations européennes dans le cadre de la colonisation britannique, mais sont fortement influencées par des missionnaires samoans venus convertir la population au christianisme. La langue samoane a ainsi laissé de nombreuses traces dans la langue tuvaluane.
Au début du XXe siècle, des Tuvaluans sont employés dans les mines de phosphate de Banaba, jusqu'à l'occupation japonaise de cette île pendant la Seconde Guerre mondiale.

### Seconde Guerre mondiale

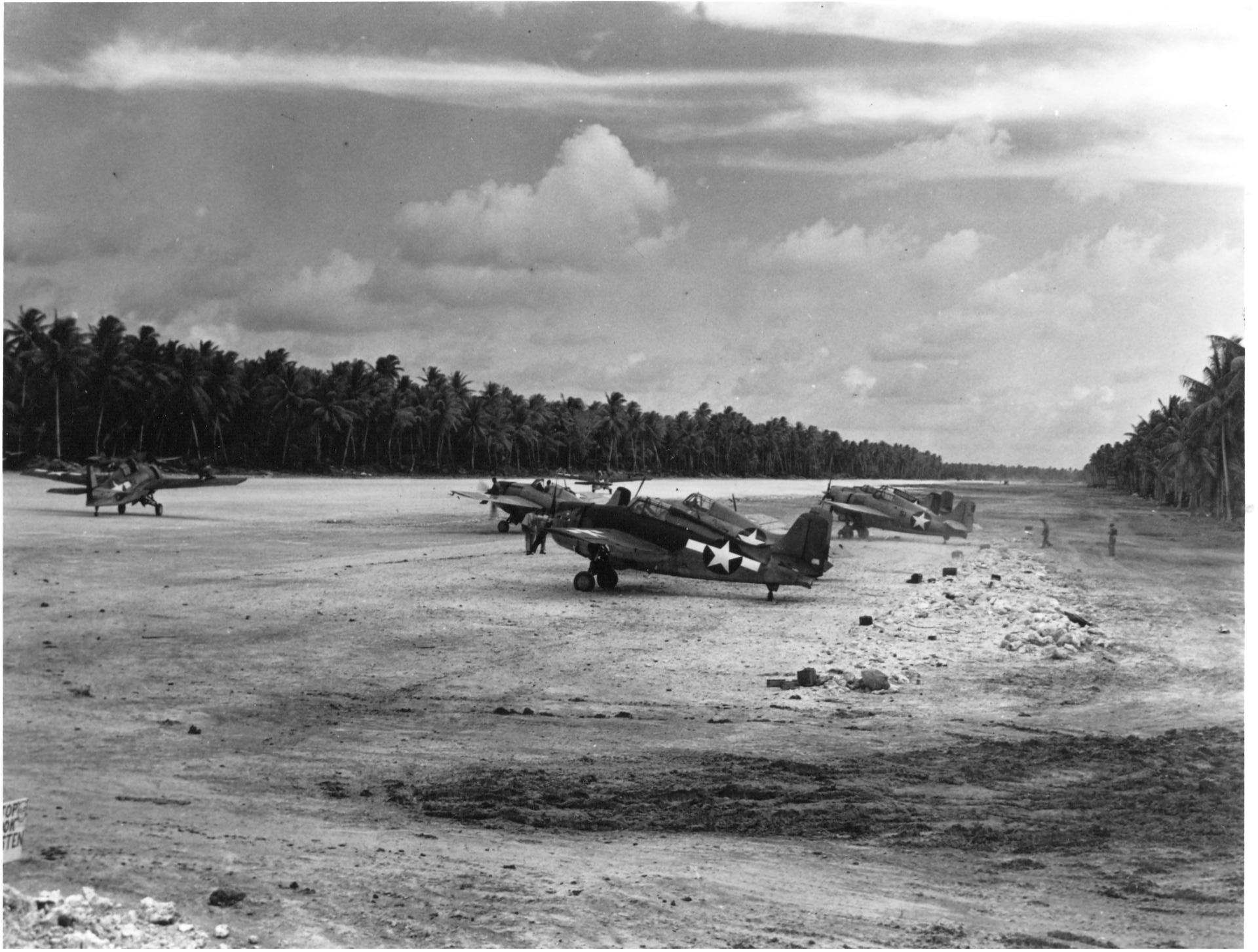
Avions américains sur l'aérodrome de Nanumea en 1943.

Durant la Seconde Guerre mondiale, plusieurs milliers de troupes américaines sont dans les îles. À partir d'octobre 1942, les forces américaines (principalement les US Marines et l'US Navy Seabees) construisent des bases aériennes sur les îles de Funafuti, Nanumea et Nukufetau. La piste d'atterrissage dans la capitale, à l'origine construite par les États-Unis pendant la guerre, est toujours en usage : c'est l'aéroport international de Funafuti. Une passe ("American Passage") est dynamitée à travers le récif de Nanumea par les Seabees, assistés par des plongeurs locaux, pour permettre aux navires d'entrer dans le lagon. En 1943, l'aviation japonaise bombarde à neuf reprises la base américaine à Funafuti.

### Années 1950-1970
Peu après la Seconde Guerre mondiale, en 1947, les fonctionnaires coloniaux britanniques Donnald Kennedy et Henry Evans Maude achètent l'île de Kioa, aux Fidji, près de Vanua Levu, pour y relocaliser la population de Vaitupu devenue trop nombreuses ; 250 Tuvaluans s'installent à Kioa. Au cours du XXe siècle, les liens entre Kioa et Tuvalu s'estompent, et en 2005 les habitants obtiennent la nationalité fidjienne.
Dans la seconde partie du XXe siècle, de nombreux Tuvaluans sont employés dans les mines de phosphate de Nauru, un nombre qui s'élève jusqu'à 500 personnes originaires de tous les atolls dans les années 1970.

### Indépendance
En 1974, les habitants des îles Ellice votent pour la fin du statut de colonie britannique, les séparant des îles Gilbert qui sont devenues indépendantes sous le nom de Kiribati. Le pays prend son nom actuel, Tuvalu, en référence aux huit (valu) atolls et îles alors habitées. Un petite communauté tuvaluane décide de rester à Tarawa aux Kiribati.
Les Tuvalu deviennent pleinement indépendants en 1978 et en 1979 un traité d'amitié est signé avec les États-Unis, qui reconnaissent la possession par les Tuvalu de quatre petites îles anciennement revendiquées par les États-Unis.
En 1989, Niulakita est habitée de manière permanente, devenant la neuvième île peuplée des Tuvalu. La diaspora tuvaluane est également présente à Suva (Fidji), à Apia (Samoa), à Auckland et à Wellington (Nouvelle-Zélande). En 1999, les travailleurs de Nauru rentrent aux Tuvalu, à la suite de l'épuisement des gisements de phosphate.
Après l'installation de la capitale à Funafuti, les Tuvalu connaissent un phénomène d'exode depuis les autres atolls vers la capitale, qui concentre les services et les emplois. Funafuti gagne 653 habitants entre 1991 et 2002 ; en 2015, la moitié de la population tuvaluane vit à Funafuti. L'atoll a en 2015 une très forte densité avec 3 500 habitants au km2.

## Après l'indépendance
En juillet 2002 ont lieu des élections. Six des 15 membres élus au Parlement le sont pour la première fois. Saufatu Sopoanga, un ancien fonctionnaire, est devenu Premier ministre en août 2002.

### Domaine national de premier niveau.tv
.tv est le domaine national de premier niveau réservé aux Tuvalu.
Le nom de domaine .tv a été ouvert à toutes les compagnies de tous les pays par le gouvernement des Tuvalu. Ce nom de domaine est très populaire. TV étant l'abréviation de télévision dans plusieurs langues, le nom de domaine intéresse les chaînes de télévision, mais aussi les sites pornographiques.
En 2000, la gestion et la revente du nom de domaine ont été cédées par le gouvernement des Tuvalu à la société dotTV, une filiale de VeriSign, pour 12 ans en échange de 50 millions de dollars américains. Cette vente a apporté d'importants revenus au micro-État, qui était, avant la vente du domaine, l'un des pays les plus pauvres au monde. La société dotTV est détenue à 20 % par le gouvernement des Tuvalu.
La manne financière engendrée par cette vente est un sujet de controverses dans le pays. Une partie de la population locale s'élève contre cette pratique, car de nombreux sites du domaine sont des sites à caractère pornographique. La majorité de la population étant de confession chrétienne, cet argent est considéré comme étant impur. Malgré les controverses, l'argent récolté a permis de construire des routes.[réf. nécessaire]

### Changement climatique

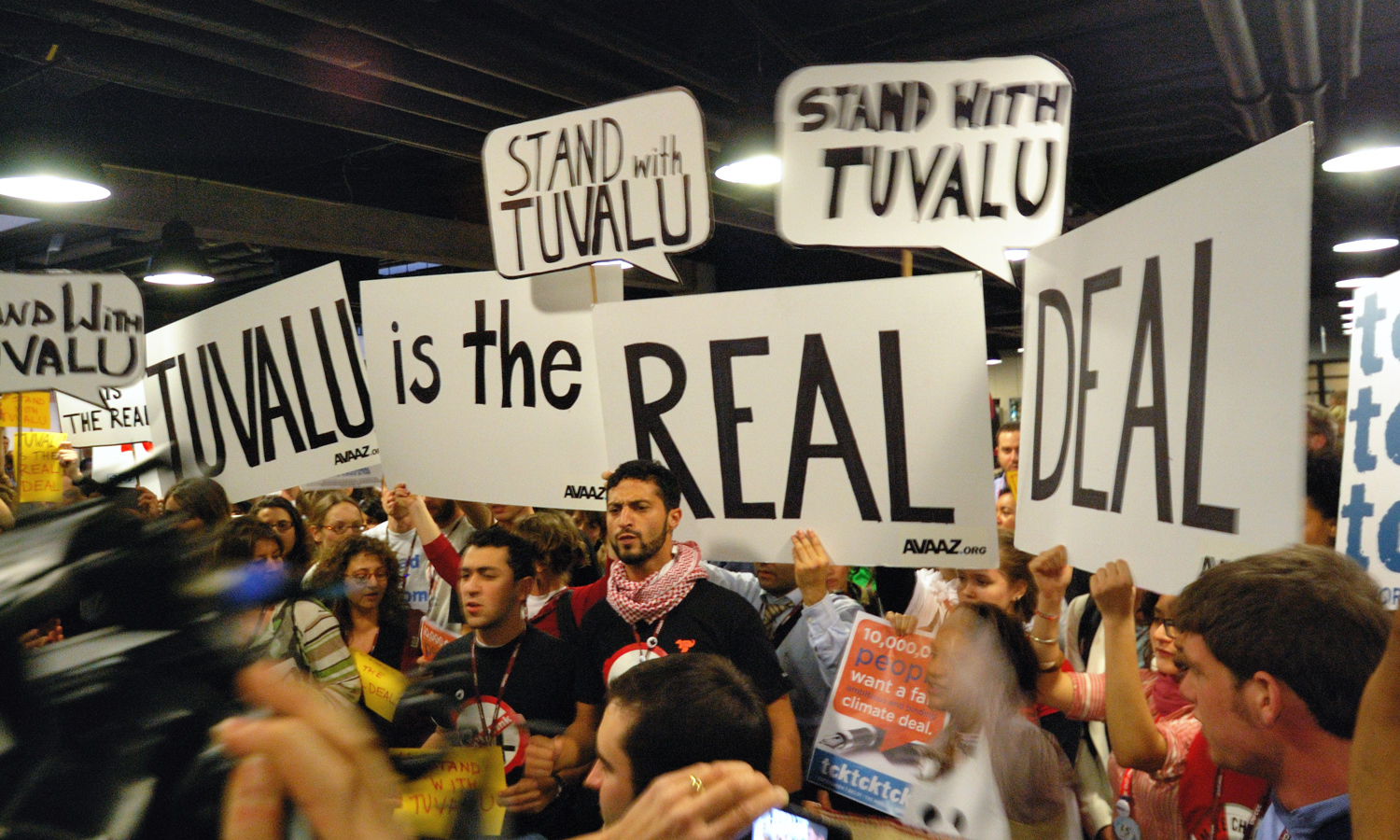
Manifestation pour Tuvalu à la COP15 en 2009 à Copenhague.

Les îles des Tuvalu pourraient disparaître d'ici une vingtaine d'années en raison du réchauffement climatique et de la montée des eaux (l'altitude maximum du pays est de 5 m). Dans les années 2000, les Tuvalu obtiennent une notoriété internationale lié aux risques de submersion des atolls à la suite du changement climatique, se faisant connaître comme une nation en danger de disparition et dont les habitants font figure de réfugiés climatiques de premier plan.